# Bugatti 18/3 Chiron

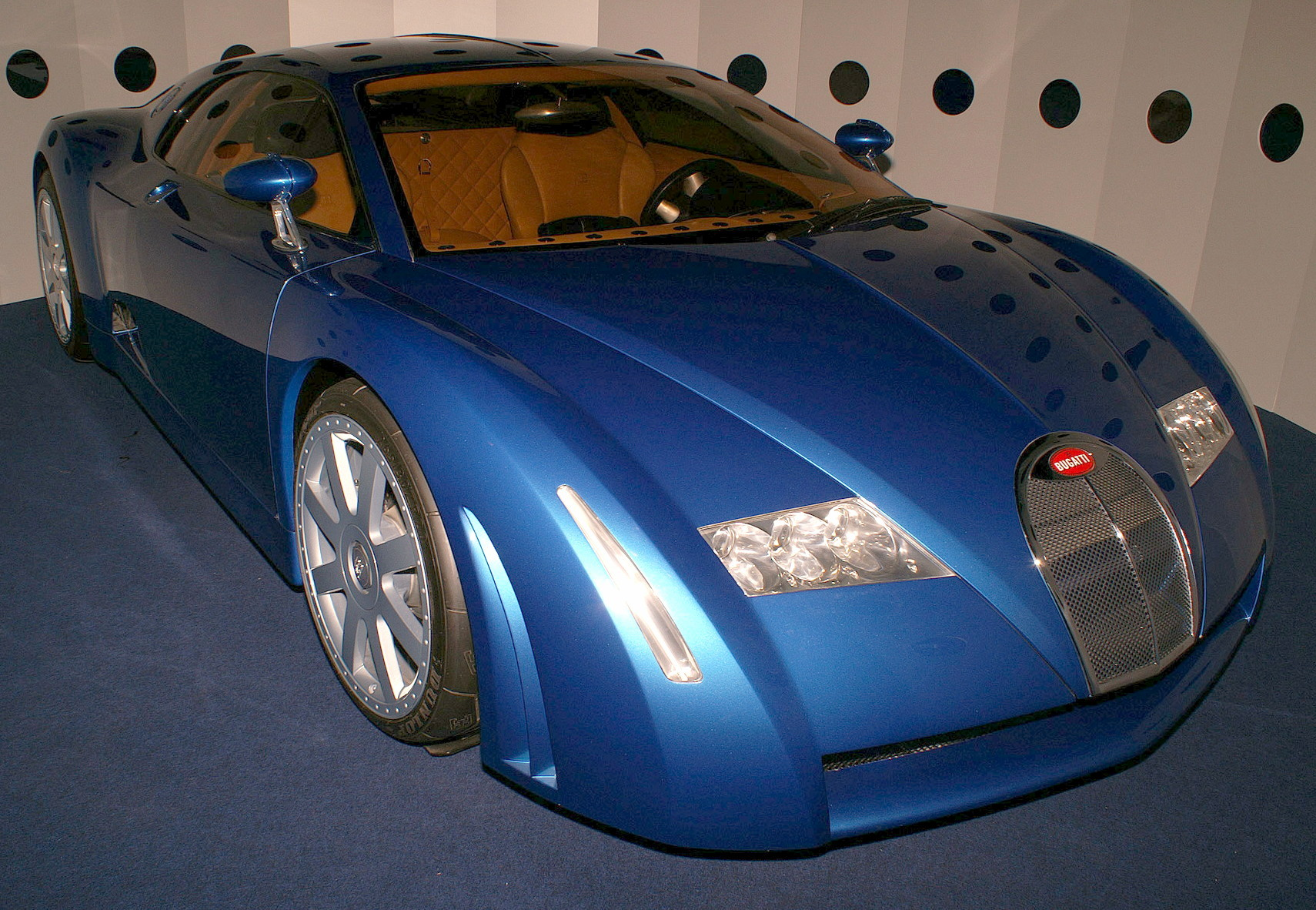
Xe 18/3 Chiron.

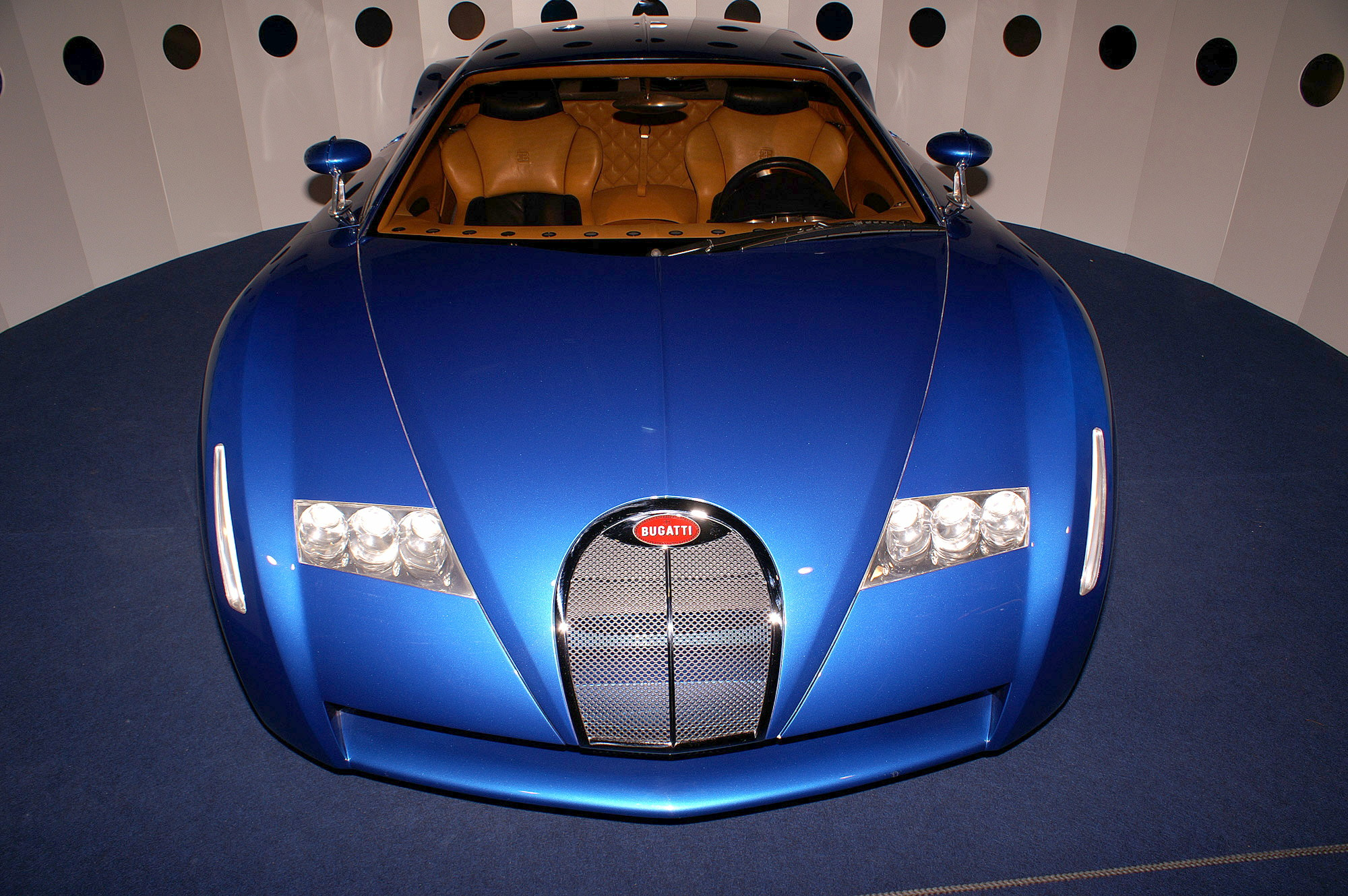
Mặt trước

Bugatti 18/3 Chiron là một chiếc xe ý tưởng năm 1999 được phát triển bởi nhà sản xuất ô tô Bugatti Automenses của Pháp và được thiết kế bởi Fabrizio Giugiaro của Italdesign.

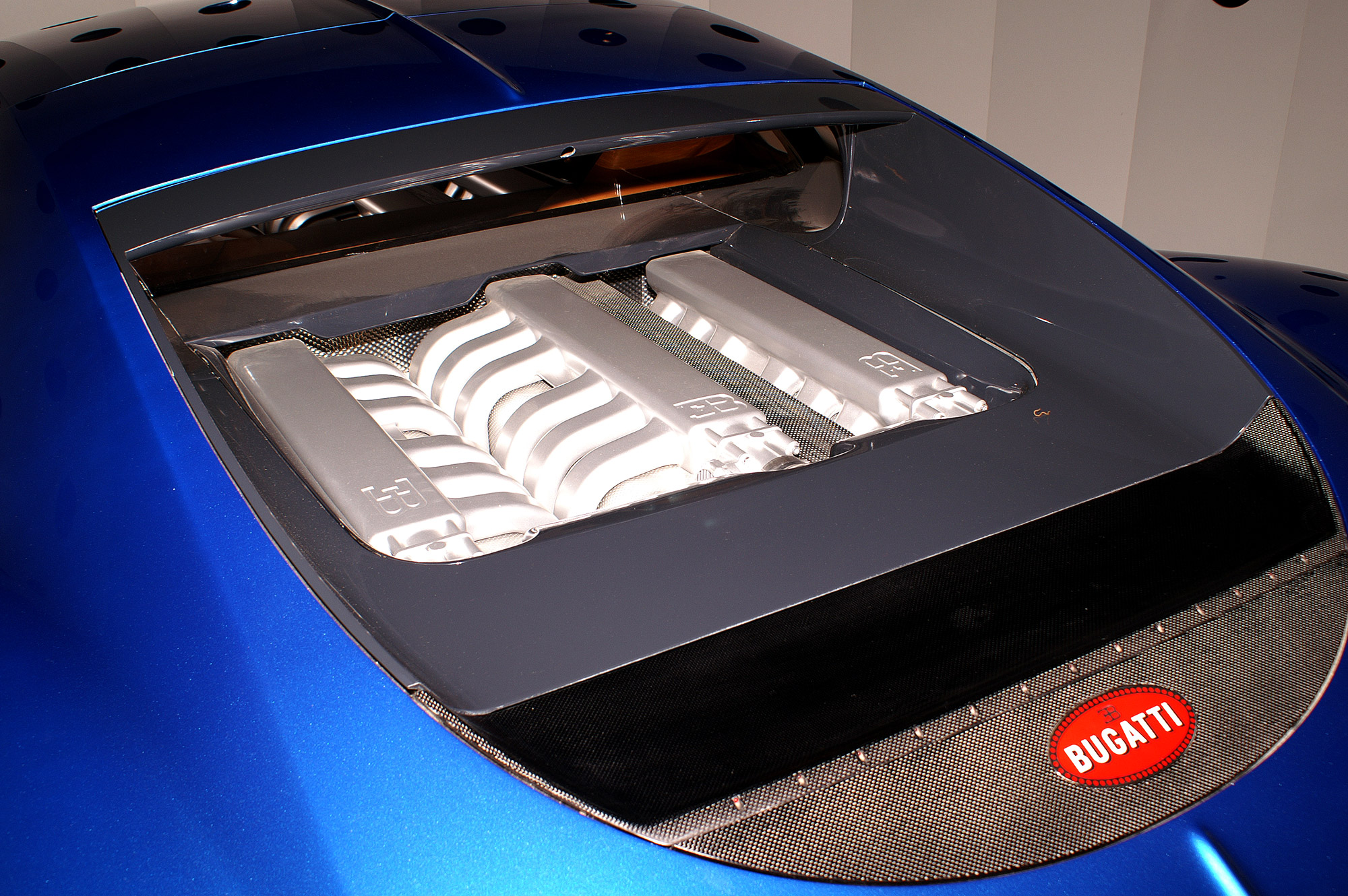
Các đa tạp đầu vào tiếp xúc của động cơ W18

Trang bị động cơ W18 6.3 L, đây là một chiếc coupe động cơ 2 chỗ ngồi giữa. Chiron 18/3 là chiếc cuối cùng trong bộ ba xe Bugatti của Italdesign, sau cuộc đảo chính EB 118 năm 1998 và chiếc saloon EB 218 1999.
Tên Chiron đã được sử dụng một lần nữa vào năm 2016 cho chiếc xe kế nhiệm Bugatti Veyron.

## Nguồn gốc tên

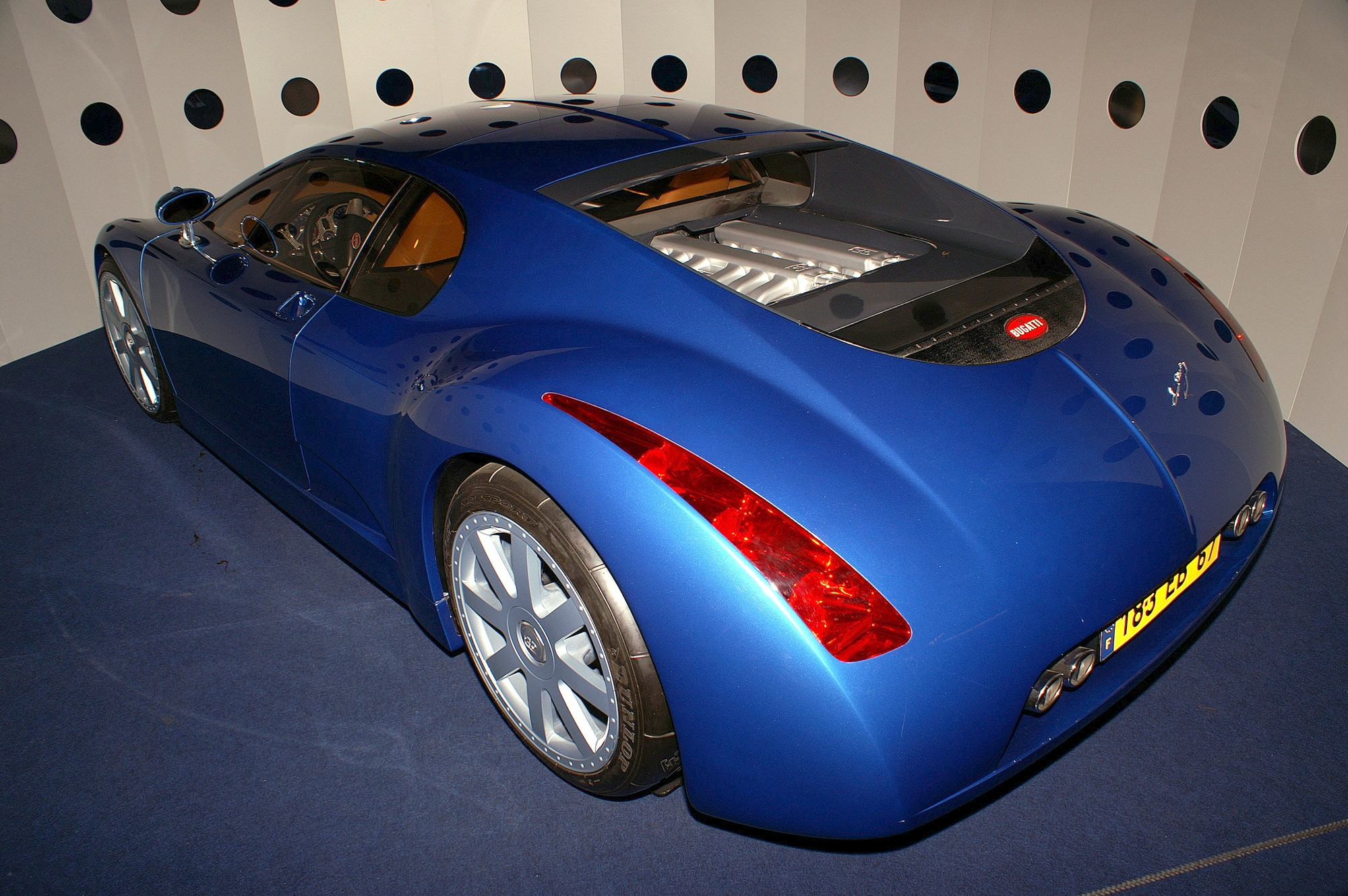
Cái nhìn ba bờ.